# Predsednik Uzbekistana
Predsednik Republike Uzbekistan (uzbekistansko: Oʻzbekiston Respublikasining Prezidenti, Ўзбекистон Республикасининг Президенти) je vodja države Uzbekistan in njegova izvršna oblast. Položaj je bil ustanovljen leta 1991 in je nadomestil mesto predsednika predsedstva vrhovnega sovjeta Uzbekistana, ki je obstajal od leta 1925. Predsednika za pet let (mandat lahko enkrat ponovi) neposredno izvolijo državljani Uzbekistana, ki so dopolnil 18 let.

## Seznam
| #   | Predsednik                              | Mandat | Mandat            | Politična stranka | Sklic |
| #   | Predsednik                              | Začetek | Konec             | Politična stranka | Sklic |
| --- | --------------------------------------- | --- | ----------------- | --- | ----- |
| 1.  | Islam Karimov                           | 24. marec 1990 | 2. september 2016 | Komunistična partija Sovjetske zveze Ljudska demokratska stranka Uzbekistana Uzbekistanska liberalno-demokratska stranka | [ 5 ] |
| 1.  | Islam Karimov                           | Prvi predsednik Republike Uzbekistan. Pred tem je bil predsednik socialistične republike Uzbekistan ter generalni sekretar uzbekistanske komunistične partije. Državo je vodil do smrt, 2. septembra 2016. |                   | | [ 5 ] |
| (-) | Nigmatilla Juldašev (vršilec dolžnosti) | 2. september 2016 | 8. september 2016 | Demokratična stranka Uzbekanskega narodnega preporoda                                                                    |       |
| (-) | Nigmatilla Juldašev (vršilec dolžnosti) | Predsednik uzbekistanskega senata, po smrti predsednika Karimova je šest vršil dolžnosti predsednika države.                                                                                               |                   | |       |
| 2.  | Shavkat Mirzijojev                      | 8. september 2016 | danes             | Demokratična stranka Uzbekanskega narodnega preporoda Uzbekistanska liberalno-demokratska stranka                        | [ 6 ] |
| 2.  | Shavkat Mirzijojev                      | Med letoma 2003 in 2016 je opravljal funkcijo predsednika vlade Republike Uzbekistan. |                   | | [ 6 ] |